# Trifurcula melanoptera
Trifurcula melanoptera là một loài bướm đêm thuộc họ Nepticulidae. Nó được miêu tả bởi van Nieukerken và Puplesis năm 1991. It is widespread in miền nam Europe, ở đó nó được tìm thấy ở Tây Ban Nha, miền nam Pháp, Ý, Sardinia, Áo, Cộng hòa Séc, Hungary, Ba Tư cũ và the Krym. It is also known from miền tây châu Á, bao gồm Anatolia, Armenia và miền tây Turkmenistan.
Con trưởng thành bay từ tháng 7 đến tháng 8 or tháng 9. Có thể có một lứa một năm.